# Mähkli
Mähkli – wieś w Estonii, w prowincji Võru, w gminie Antsla. Wieś leży na terenie Parku Narodowego Karula. Na wschód od niej położone jest jezioro Mikilä.